# 孔多里里山 (洛艾薩省)
17°1′18″S 67°29′23″W / 17.02167°S 67.48972°W
孔多里里山（Kunturiri），是玻利維亞的山峰，位於該國西部拉巴斯省的洛艾薩省，處於科塔科塔尼山西南面，屬於安第斯山脈的一部分，海拔高度4,572米。